# Alexa Wolf
Alexa Wolf (Monaco di Baviera, 1969) è una giornalista e regista svedese.
di orientamento femminista. È soprattutto nota per aver realizzato nel 2000 il film documentario Shocking truth, critico nei confronti dell'industria della pornografia, soprattutto della pedopornografia. Il documentario è stato presentato nel 2001 al Parlamento svedese in occasione di una discussione parlamentare sulla libertà di espressione e la pornografia.
La Wolf è anche nota in Svezia per aver partecipato a dei programmi televisivi per il ruolo che ricopre nelle attività organizzate dall'associazione svedese Bellas vänner.